# Herrarnas C-2 1000 meter i kanotsport vid olympiska sommarspelen 2012
Herrarnas C-2 1000 meter vid olympiska sommarspelen 2012 hölls mellan 7 augusti och 9 augusti på Eton Dorney i London. Deltagarna delades upp i försöksheat där de bästa i varje heat gick till final, medan de övriga 10 paren gick till en semifinal. Det kördes två semifinaler där de tre bästa i varje semifinal gick vidare till finalen, som således bestod av åtta par. Ytterligare fyra par (de som inte kvalificerade sig för final) körde även en B-final.

## Medaljörer
| Gren           | Guld                                    | Silver                                            | Brons                                       |
| C2, 1000 meter | Tyskland Peter Kretschmer Kurt Kuschela | Belarus Andrej Bahdanovitj Aljaksandr Bahdanovitj | Ryssland Aleksej Korovasjkov Ilja Pervuchin |

## Schema
Försöksheat

7 augusti, 09:46

Semifinal

7 augusti, 10:55

Final

9 augusti, 09:30

## Resultat

### Försöksheat

#### Heat 1
| Plac. | Kanotist                           | Land       | Tid      | Notering |
| ----- | ---------------------------------- | ---------- | -------- | -------- |
| 1     | Peter Kretschmer Kurt Kuschela     | Tyskland   | 3:34.435 | Q        |
| 2     | Aleksej Korovasjkov Ilja Pervuchin | Ryssland   | 3:37.568 |          |
| 3     | Huang Maoxing Li Qiang             | Kina       | 3:38.483 |          |
| 4     | Jaroslav Radoň Filip Dvořák        | Tjeckien   | 3:38.711 |          |
| 5     | Marcin Grzybowski Tomasz Kaczor    | Polen      | 3:38.759 |          |
| 6     | Alex Haas Jake Donaghey            | Australien | 3:52.589 |          |

#### Heat 2
| Plac. | Kanotist                                  | Land         | Tid      | Notering |
| ----- | ----------------------------------------- | ------------ | -------- | -------- |
| 1     | Sergey Bezuqlı Maksim Prokopenko          | Azerbajdzjan | 3:38.042 | Q        |
| 2     | Erlon Silva Ronilson Oliveira             | Brasilien    | 3:41.014 |          |
| 3     | Andrej Bahdanovitj Aljaksandr Bahdanovitj | Belarus      | 3:42.599 |          |
| 4     | Alexandru Dumitrescu Victor Mihalachi     | Rumänien     | 3:43.787 |          |
| 5     | Serguey Torres José Carlos Bulnes         | Kuba         | 3:44.341 |          |
| 6     | Fortunato Pacavira Nelson Henriques       | Angola       | 4:16.478 |          |

### Semifinaler

#### Heat 1
| Plac. | Kanotist                                  | Land       | Tid      | Notering |
| ----- | ----------------------------------------- | ---------- | -------- | -------- |
| 1     | Aleksej Korovasjkov Ilja Pervuchin        | Ryssland   | 3:36.456 | Q        |
| 2     | Andrej Bahdanovitj Aljaksandr Bahdanovitj | Belarus    | 3:36.540 | Q        |
| 3     | Alexandru Dumitrescu Victor Mihalachi     | Rumänien   | 3:36.551 | Q        |
| 4     | Marcin Grzybowski Tomasz Kaczor           | Polen      | 3:37.695 |          |
| 5     | Alex Haas Jake Donaghey                   | Australien | 3:52.018 |          |

#### Heat 2
| Plac. | Kanotist                            | Land      | Tid      | Notering |
| ----- | ----------------------------------- | --------- | -------- | -------- |
| 1     | Huang Maoxing Li Qiang              | Kina      | 3:37.746 | Q        |
| 2     | Jaroslav Radoň Filip Dvořák         | Tjeckien  | 3:37.839 | Q        |
| 3     | Serguey Torres José Carlos Bulnes   | Kuba      | 3:41.619 | Q        |
| 4     | Erlon Silva Ronilson Oliveira       | Brasilien | 3:42.101 |          |
| 5     | Fortunato Pacavira Nelson Henriques | Angola    | 4:18.543 |          |

### Finaler

#### B-final
| Plac. | Kanotist                            | Land       | Tid      | Noteringar |
| ----- | ----------------------------------- | ---------- | -------- | ---------- |
| 1     | Marcin Grzybowski Tomasz Kaczor     | Polen      | 3:37.692 |            |
| 2     | Erlon Silva Ronilson Oliveira       | Brasilien  | 3:41.484 |            |
| 3     | Alex Haas Jake Donaghey             | Australien | 3:50.782 |            |
| 4     | Fortunato Pacavira Nelson Henriques | Angola     | 4:15.497 |            |

#### A-final
| Plac. | Kanotist                                  | Land         | Tid      | Noteringar |
| ----- | ----------------------------------------- | ------------ | -------- | ---------- |
| 1     | Peter Kretschmer Kurt Kuschela            | Tyskland     | 3:33.804 |            |
| 2     | Andrej Bahdanovitj Aljaksandr Bahdanovitj | Belarus      | 3:35.206 |            |
| 3     | Aleksej Korovasjkov Ilja Pervuchin        | Ryssland     | 3:36.414 |            |
| 4     | Sergey Bezuqlı Maksim Prokopenko          | Azerbajdzjan | 3:37.219 |            |
| 5     | Jaroslav Radoň Filip Dvořák               | Tjeckien     | 3:37.601 |            |
| 6     | Serguey Torres José Carlos Bulnes         | Kuba         | 3:42.357 |            |
| 7     | Alexandru Dumitrescu Victor Mihalachi     | Rumänien     | 3:43.005 |            |
| 8     | Huang Maoxing Li Qiang                    | Kina         | 3:48.930 |            |